# 부산동래소방서
부산동래소방서(釜山東萊消防署, Busan Dongnae Fire Station)는 부산광역시 동래구와 부산광역시 연제구, 부산진구 일부를 관할하는 부산광역시 소방재난본부 산하의 소방서이다.
소방서장은 소방정으로 보한다.

## 연혁
- 1967년 6월 1일: 부산동래소방서 개서
- 1967년 11월 29일: 울산소방서 분리
- 1988년 9월 12일: 부산해운대소방서 분리
- 1993년: 부산금정소방서 분리

## 조직
| - 청문감사담당관 - 감사감찰계 - 보건안전계 | - 소방행정과 - 소방행정계 - 예산장비계 | - 예방안전과 - 예방지도계 - 소방민원계 | - 구조구급과 - 구조구급계 - 홍보교육계 | - 현장대응단 - 방호계 - 지휘조사계 1팀, 2팀, 3팀 |

## 관할센터 및 관할구역
부산동래소방서는 5개의 119안전센터와 1개의 구조대를 산하에 두고 있다.
| 명칭            | 주소                 | 관할구역                                                    |
| --------------- | -------------------- | ----------------------------------------------------------- |
| 연산119안전센터 | 연제구 고분로 216    | 연제구 연산1·3·4·6·8·9동, 동래구 안락1·2동                  |
| 수안119안전센터 | 동래구 명륜로45길 7  | 동래구 명장1·2동, 명륜1·2동, 수민동, 복산동, 연제구 거제1동 |
| 온천119안전센터 | 동래구 우장춘로 196  | 동래구 온천1·2·3동                                          |
| 양정119안전센터 | 부산진구 연수로 50   | 부산진구 양정1·2동, 연제구 연산2·5동                        |
| 사직119안전센터 | 동래구 체육공원로 74 | 동래구 사직1·2·3동, 연제구 거제2·3·4동                      |
| 동래구조대      | 동래구 명륜로45길 7  | 부산광역시 동래구와 부산광역시 연제구, 부산진구 일부        |

## 사건사고
- 2001년 3월 7일 연제구 연산5동의 건물에서 발생한 화재 사고로 소방관 1명이 순직하였다.[4]

## 같이 보기
- 대한민국 소방청
- 대한민국의 소방
- 소방관 계급